# Trần Đình Thọ
Trần Đình Thọ (2/10/1919- 2/2011) là một giáo sư, họa sĩ, nhà giáo nhân dân nổi tiếng quê ở xã Phù Ủng, huyện Ân Thi, Hưng Yên. Ông tốt nghiệp khóa cuối cùng của Trường Cao đẳng Mỹ thuật Đông Dương (1939-1944). Theo đánh giá của nhiều nhà nghiên cứu, họa sĩ Trần Đình Thọ thuộc thế hệ họa sĩ đàn anh của nền nghệ thuật tạo hình cách mạng. Nhắc đến ông là nhớ đến một họa sĩ của cách mạng và nhân dân.

## Cuộc đời và sự nghiệp
Trần Đình Thọ là một trong mấy chục hoạ đã đi theo cách mạng từ những giờ phút đầu tiên. Sau Cách mạng Tháng Tám năm 1945, Trần Đình Thọ đã tham gia tích cực các hoạt động của Hội Văn hoá cứu quốc, vẽ tranh cho báo Tiên Phong,báo Cờ Giải Phóng, sau đó là tuần báo Sự Thật và Nhà xuất bản của Hội Văn hoá cứu quốc. Cuối tháng 8-1945, nhận chỉ thị của đồng chí Trường Chinh, ông cùng nhà báo Thép Mới và một số văn nghệ sĩ tham gia thực hiện tờ Cờ Giải phóng (xuất bản công khai). Đích thân họa sĩ Trần Đình Thọ đứng ra vẽ những tấm áp phích lớn, dán tại nhiều nơi ở Hà Nội với dòng chữ kêu gọi mọi người "Hãy đọc Cờ Giải phóng, cơ quan Trung ương của Đảng Cộng sản Đông Dương, lợi khí sắc bén đấu tranh giải phóng dân tộc".
Kháng chiến chống Pháp bùng nổ,ông lên chiến khu lo việc ấn loát cho báo Cứu Quốc Trung ương. Trong phần tiểu sử của ông có ghi: Họa sĩ báo Cứu quốc Trung ương từ 1946 đến 1953.
Ngày 15 tháng 6 năm 1947, họa sĩ Trần Đình Thọ được kết nạp vào Đảng Cộng sản Đông Dương nay là Đảng Cộng sản Việt Nam. Như vậy là không chỉ nhà văn Nam Cao mà cả họa sĩ Trần Đình Thọ cũng là người được kết nạp Đảng trong thời gian đang làm báo Cứu Quốc.
Nhân dịp Đại hội Văn nghệ toàn quốc năm 1948, Báo Cứu Quốc và họa sĩ Trần Đình Thọ đã tổ chức Triển lãm Mỹ thuật lớn đầu tiên giới thiệu các tác phẩm của các họa sĩ tại Chiến khu Việt Bắc.
Khi nói về đóng góp của họa sĩ Trần Đình Thọ trong thời kỳ này, thời kỳ làm báo Cứu Quốc Trung ương thì phải kể đến một sự kiện lịch sử: Đại hội Đảng Cộng sản Việt Nam II được tổ chức tháng 2-1951 tại Chiêm Hóa (Tuyên Quang) và ông là họa sĩ trang trí chính cho Đại hội. Cũng năm đó, năm 1951, ông tổ chức Triển lãm mỹ thuật tại khu căn cứ cách mạng Chiêm Hoá.
Từ năm 1953 ông được cử về phụ trách mỹ thuật Doanh nghiệp quốc gia chiếu bóng và chụp ảnh Việt Nam.
Sau đó, từ năm 1955, ông đảm nhận cương vị Phó Hiệu trưởng rồi Hiệu trưởng Trường Cao đẳng Mỹ thuật Việt Nam (nay là Trường Đại học Mỹ thuật Việt Nam) và giữ kỷ lục hiệu trưởng lâu năm nhất của ngôi trường này (từ 1964 đến 1984, tròn 20 năm).
Ngoài chức danh Hiệu trưởng, Họa sĩ Trần Đình Thọ còn kiêm nhiệm nhiều cương vị khác như Ủy viên Ban Chấp hành khoá I Hội Mỹ thuật Việt Nam, Tổng Biên tập Tạp chí Mỹ thuật, Quyền Viện trưởng Viện Mỹ thuật - Mỹ nghệ, Tổng Biên tập Tạp chí Nghiên cứu Văn hoá-Nghệ thuật (Bộ Văn hoá), Đại biểu Quốc hội khoá V và khoá VI,Chủ tịch Hội đồng tư vấn Bảo tàng Mỹ thuật Việt Nam...

## Tác phẩm
Tuy rất bận rộn và để nhiều tâm trí, thời gian cho công việc tổ chức và quản lý nhưng ông vẫn dành thời gian cho sáng tác với các tác phẩm được đánh giá cao trong giới.
Có một điều thú vị là ông cùng đi kháng chiến với nhà văn Thép Mới, nếu nhà văn Thép Mới nổi tiếng với bài tùy bút "Cây tre Việt Nam" thì họa sĩ Trần Đình Thọ cũng là người nổi tiếng với bức tranh sơn mài Tre (1957). – một tác phẩm được đánh giá là kiệt tác về đề tài này. 
Năm 2001, họa sĩ đã được tặng Giải thưởng Nhà nước về Văn học - Nghệ thuật đợt I cho các tác phẩm: Ra đồng - sơn mài (1961); Nhà sàn Bác Hồ - sơn dầu (1971); Đêm hành quân - sơn mài (1974); Tre - sơn mài (1957); Cấy ở Miền núi - sơn mài (1993); Kéo pháo Điện Biên - sơn mài (1994).
Trần Đình Thọ đã sử dụng và thành công với nhiều chất liệu: thuốc nước, lụa, sơn mài, sơn dầu, khắc gỗ. Thành công hơn cả của ông là về đề tài phong cảnh, nông thôn. Nhiều tác phẩm của ông đã được lưu giữ tại Bảo tàng Mỹ thuật Việt Nam,Liên Xô (cũ), Tiệp Khắc (cũ), Bảo tàng Phương Đông, Bảo tàng Nghệ thuật Bratislava (Cộng hoà Séc) và trong nhiều sưu tập tư nhân ở Pháp, Italia, Nhật Bản, Ba Lan, Đức...

## Đánh giá

Họa sĩ chụp ảnh cùng nhạc sĩ Xuân Oanh

Đây là những dòng viết về thời kỳ 1953-1954, trong một bài cáo phó (khi nghe tin ông mất) của tác giả Đỗ Hân: "Ông làm việc bên các nhà văn Nam Cao, Tô Hoài và được anh em "bảo vệ" chặt chẽ bởi ông chính là một cái "máy in". Ông ở đâu thì nhà văn Nam Cao, người lo việc tổ chức bài vở cho tờ báo phải ở đấy. Ông dạy Nam Cao cách in litô. Có những ngày, ông ngồi viết chữ ngược, quét nước chanh và quệt mực, Nam Cao mắm môi mắm miệng lăn lăn... Thuở ấy, thiết bị in thiếu thốn, ta phải in ấn thô sơ như thế. Cũng tại nơi rừng rú chiến khu này, khi tổ chức kết nạp cho một đảng viên mới, Trần Đình Thọ còn vẽ một hình búa liềm to cài lên vách nứa để trang trí cho buổi lễ thêm phần... long trọng."
Còn đây là hồi ức của nhạc sĩ Xuân Oanh lúc còn sống về những ngày cùng phụ trách phần trang trí báo Cứu Quốc với họa sĩ Trần Đình Thọ: "Năm đó mình vào loại trẻ nhất ở tòa soạn, làm mọi việc được phân công: in ấn, chuyển báo, viết bài, và..vẽ minh họa, hồi đó làm gì có máy ảnh mình cùng anh Trần Đình Thọ thay nhau vẽ minh họa cho báo. Mỗi lần báo in ra cả cơ quan vui như đón đứa con vừa ra đời".
Có thể nói, suốt thời gian dài 30 năm (kể từ thời gian là Phó Hiệu trưởng), họa sĩ Trần Đình Thọ giữ trọng trách công tác đào tạo mỹ thuật cho đất nước, nhiều nghệ sĩ tạo hình nổi tiếng của thế hệ thứ hai và thế hệ thứ ba của mỹ thuật hiện đại Việt Nam đã trưởng thành. Các học trò, các đồng nghiệp của ông đều kính trọng, ngưỡng mộ ông như một người thầy mẫu mực, một người lãnh đạo, quản lý chuẩn xác và sáng tạo đồng thời lại là người trong sạch liêm khiết, rất hiền hoà, sống có tình cảm.
Họa sĩ Trần Đình Thọ qua đời hồi đầu năm 2011, khi chỉ vài tháng sau là kỷ niệm tròn 60 năm Đại hội Đảng lần thứ II mà ông là họa sĩ trang trí; với giới mỹ thuật nước nhà, ông "để lại cho đời một bóng Tre", để lại biểu tượng Nhà xuất bản Sự thật mà ông là họa sĩ đã thiết kế, để lại nhiều tác phẩm hội họa bậc thầy. Cũng thật tiếc vì chỉ tròn 1 năm sau khi ông ra đi, báo Đại Đoàn Kết kỷ niệm 70 năm ngày ra số báo Cứu Quốc đầu tiên – tờ báo ở một giai đoạn lịch sử, ông đã góp sức mình.
Hội đồng Giải thưởng Nhà nước về văn học, nghệ thuật đã nhận xét: họa sĩ Trần Đình Thọ đã phục vụ về chuyên môn từ những ngày đầu Cách mạng Tháng Tám, là người có công trong sự nghiệp đào tạo mỹ thuật. Tranh sơn mài của ông được sáng tác công phu và hoàn chỉnh theo phong cách truyền thống, phản ánh những hoạt động sản xuất, chiến đấu và phong cảnh quê hương. Nhiều tranh của ông đã đạt được chất lượng nghệ thuật cao và được công chúng rộng rãi biết đến.

## Khen thưởng, giải thưởng
- Giải thưởng Nhà nước về văn học nghệ thuật năm 2001.
- Huân chương Độc lập hạng ba.
- Huân chương Kháng chiến hạng nhì.
- Huân chương Kháng chiến chống Mỹ hạng nhất.
- Huy hiệu 60 năm tuổi Đảng.
- Huy chương chiến sĩ văn hóa (Bộ Văn hóa - Thông tin).
- Huy chương vì sự nghiệp giáo dục (Bộ Giáo dục và Đào tạo).
- Huy chương vì sự nghiệp văn học nghệ thuật (Liên hiệp các Hội Văn học Nghệ thuật Việt Nam).
- Huy chương vì sự nghiệp văn nghệ dân gian Việt Nam (Hội Văn nghệ dân gian Việt Nam).
- Huy chương vì sự nghiệp mỹ thuật Việt Nam (Hội Mỹ thuật Việt Nam).
- Giải nhì Triển lãm 10 năm Đồ hoạ toàn quốc (1975 - 1985).
- Giải thưởng Triển lãm Mỹ thuật Quân đội 1984.
- Giải thưởng Triển lãm "Salon Unique" 1943.